# Moskvas pridefestival

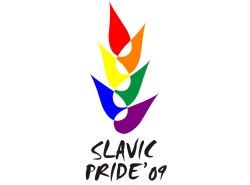
Slavic Prides logotyp

Moskvas pridefestival (ryska: Московский Гей-Прайд) är en rysk HBT-festival och demonstration som hållits i Moskva, Ryssland sedan 2006. Paraderna har ända sedan dess förbjudits av myndigheterna i Moskva.

## Historik

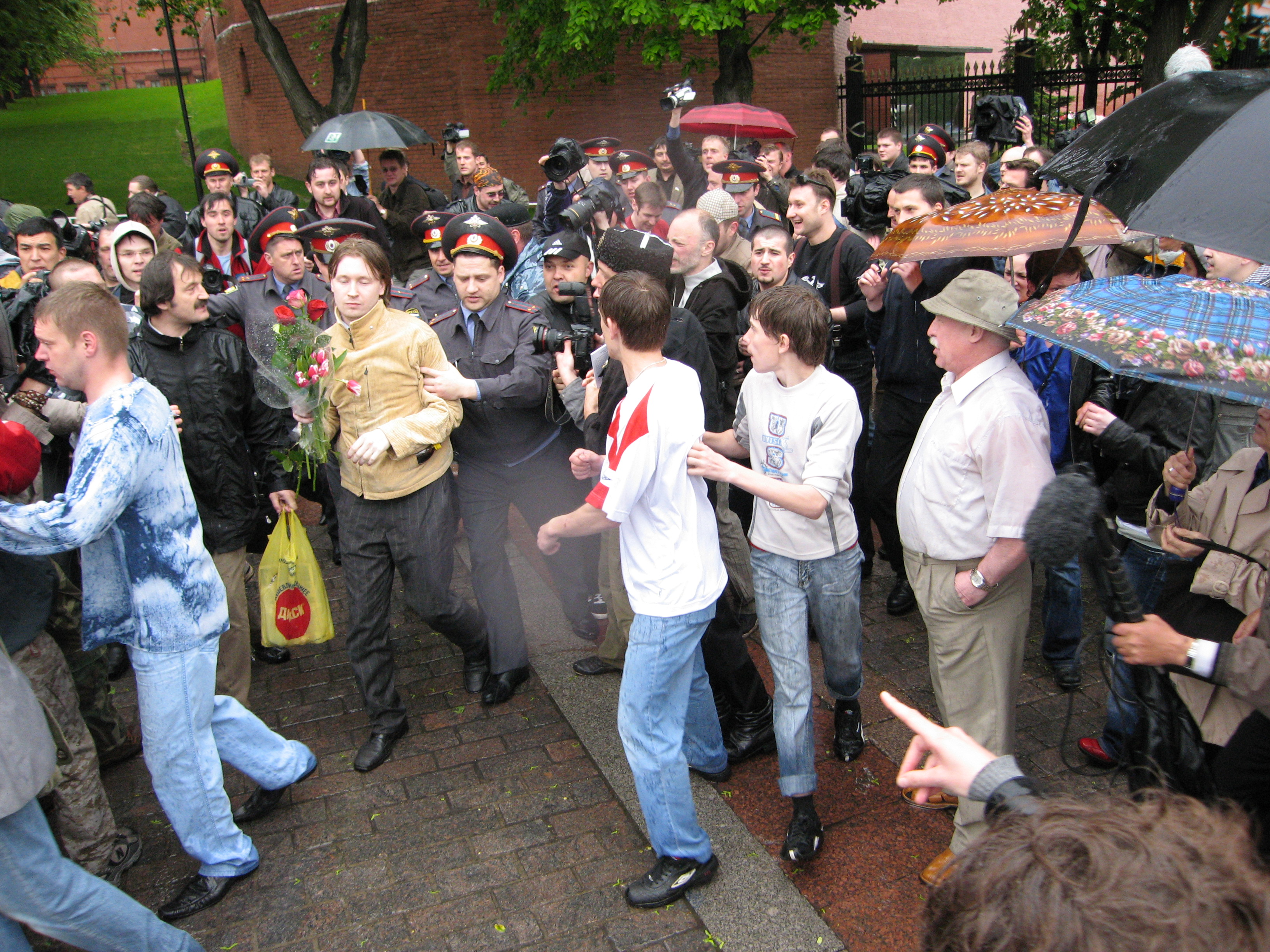
Nikolaj Aleksejev arresteras av rysk polis vid Moskvas pridefestival den 27 maj 2006.

Nikolaj Aleksejev var arrangör av Moskva Pride under 2006, 2007 och 2008. Paraderna fick inte tillstånd att genomföras. 2010 slog Europadomstolen fast att Ryssland genom att förbjuda Pride-parader bryter mot europeiska konventioner.
Stockholm Pride gick tillsammans med Springpride Eskilstuna ut och fördömde attackerna mot Moskva Pride 2011.
Försöken att anordna prideparader i Moskva möttes 2012 av ett förbud som ska gälla 100 år.
11 juni 2013 antogs en lag i Ryssland som förbjuder "propaganda för icke traditionella sexuella relationer" bland minderåriga, som i Sverige blivit känd som den ryska antihomolagen. Lagen gör det svårt att arrangera evenemang såsom Pride-parader.  Ett 30-tal personer greps när en samling försökte bryta mot förbudet och genomföra ett prideevenemang. Bland de gripna var Nikolaj Aleksejev.
Ett 30-tal personer greps när gayaktivister på lördagen återigen försökte bryta mot Moskvas förbud mot prideevenemang.
2015 samlades personer för att fira tio-årsdagen av Moskva Pride, men utan demonstrationstillstånd. När personerna tog fram regnbågsflaggor greps många av polis. Försöken att genomföra Moskva Pride har under många år också präglats av attackerande motdemonstranter, hatbrott och diskriminerande lagar i Ryssland.